# Tuffi ai Giochi della X Olimpiade - Trampolino maschile
La competizione del trampolino maschile  di tuffi ai Giochi della X Olimpiade si è svolta il giorno 8 agosto 1932 al Los Angeles Swimming Stadium.

## Risultati
10 tuffi, 5 obbligatori e 5 liberi dal trampolino di 3 metri.
| Pos.    | Atleta            | Nazione     | Serie tuffi | Serie tuffi | Serie tuffi | Serie tuffi | Serie tuffi | Totale |
| Pos.    | Atleta            | Nazione     | 1° - 6°     | 2° - 7°     | 3° - 8°     | 4° - 9°     | 5° - 10°    | Totale |
| ------- | ----------------- | ----------- | ----------- | ----------- | ----------- | ----------- | ----------- | ------ |
| Oro     | Michael Galitzen  | Stati Uniti | 11,48 18,90 | 13,76 15,12 | 15,12 19,78 | 14,40 18,00 | 16,34 18,48 | 161,38 |
| Argento | Harold Smith      | Stati Uniti | 11,48 18,48 | 13,12 15,96 | 15,48 19,32 | 13,44 16,38 | 15,96 18,92 | 158,54 |
| Bronzo  | Richard Degener   | Stati Uniti | 11,20 20,24 | 13,12 16,38 | 14,76 13,02 | 14,08 14,96 | 15,58 18,48 | 151,82 |
| 4       | Alfred Phillips   | Canada      | 10,36 15,96 | 12,16 11,88 | 13,68 16,28 | 10,24 15,20 | 13,30 15,58 | 134,64 |
| 5       | Leo Esser         | Germania    | 10,64 15,96 | 10,56 11,76 | 14,04 15,60 | 10,56 12,32 | 14,82 18,04 | 134,30 |
| 6       | Kazuo Kobayashi   | Giappone    | 11,20 16,72 | 11,84 15,54 | 14,40 15,96 | 11,84 12,80 | 10,26 13,20 | 133,76 |
| 7       | Émile Poussard    | Francia     | 11,76 11,34 | 12,48 13,44 | 12,60 15,84 | 12,80 14,40 | 11,40 12,60 | 128,66 |
| 8       | Tetsutaro Namae   | Giappone    | 11,48 14,04 | 12,80 12,00 | 12,60 16,34 | 10,88 9,88  | 10,64 14,52 | 125,18 |
| 9       | Josef Staudinger  | Austria     | 10,92 15,54 | 11,84 12,60 | 12,60 12,80 | 12,16 13,20 | 10,26 12,58 | 124,50 |
| 10      | Federico Mariscal | Messico     | 8,68 10,44  | 10,88 8,40  | 10,80 14,08 | 8,96 12,80  | 13,30 13,64 | 111,98 |
| 11      | Arthur Stott      | Canada      | 9,80 13,60  | 11,20 8,82  | 11,88 11,02 | 11,20 14,08 | 10,26 8,36  | 110,22 |
| 12      | Antonio Mariscal  | Messico     | 5,60 11,88  | 7,36 10,80  | 10,44 7,14  | 8,64 13,60  | 9,50 12,32  | 97,28  |
| 13      | Alonso Mariscal   | Messico     | 6,72 12,60  | 9,60 6,80   | 10,08 8,82  | 6,40 7,44   | 7,98 11,88  | 88,32  |